# Béla Károlyi
Béla Károlyi   (Cluj-Napoca, 13 de setembre de 1942 - Indianàpolis, 15 de novembre de 2024) va ser un entrenador de gimnàstica hongarès-romanès-estatunidenc. A principis de la seva carrera d'entrenador va desenvolupar el sistema d'entrenament centralitzat romanès per a la gimnàstica. Una de les seves primeres protegides va ser Nadia Comăneci, la primera gimnasta dels Jocs Olímpics que va rebre una puntuació perfecta de 10. Vivint sota la dictadura de Nicolae Ceaușescu, Károlyi es va enfrontar sovint amb els funcionaris romanesos. Ell i la seva esposa Márta Károlyi van exiliar-se als Estats Units el 1981.

## Biografia
Des de la seva arribada als Estats Units, a Béla i la seva dona se'ls atribueix la transformació de l'entrenament de la gimnàstica als EUA i el gran èxit internacional. Ambdós han estat entrenadors en cap de l'equip nacional femení de gimnàstica dels Estats Units, així com coordinadors de l'equip nacional de gimnàstica dels Estats Units als Jocs Olímpics. També han estat molt criticats pel seu estil d'entrenament, que moltes gimnastes han qualificat d'abusiu. Van dir que no tenien ni idea que Larry Nassar, el metge de l'equip nacional de gimnàstica que va ser condemnat per agressió sexual a menors, estava agredint gimnastes joves al seu càrrec al seu centre d'entrenament Karolyi Ranch a Texas. Els Karolyis i el seu ranxo són figures centrals de la pel·lícula del 2020 Athlete A, un documental sobre l'escàndol.
Károlyi ha entrenat moltes gimnastes nacionals, europees, mundials i olímpiques notables, com ara Nadia Comăneci, Ecaterina Szabo, Mary Lou Retton, Julianne McNamara, Betty Okino, Teodora Ungureanu, Kim Zmeskal, Kristie Phillips, Dominique Moceanu, Phoebe Mills i Kerri Strug. En total, Károlyi ha entrenat nou campiones olímpiques, quinze campiones del món, setze medallistes d'Europa i sis campiones nacionals dels Estats Units. Béla Károlyi va ser inclòs al Saló de la Fama de la Gimnàstica Internacional el 1997. Béla i Márta Károlyi com a equip d'entrenadors van ser incorporats al Saló de la Fama de la Gimnàstica dels Estats Units l'any 2000.

## Primers anys d'entrenador

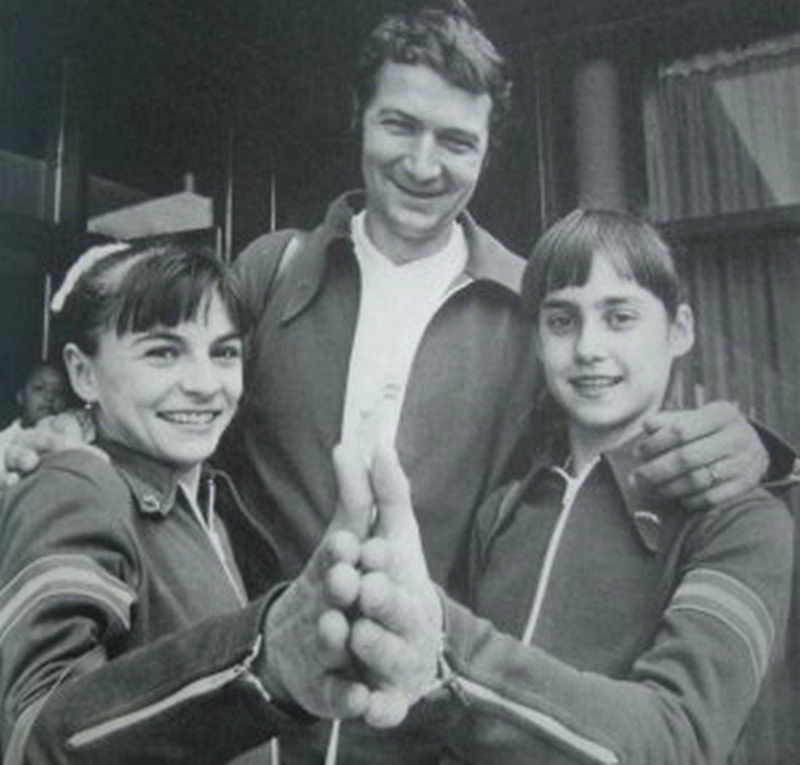
Esquerra-dreta: Ungureanu, Károlyi, Comăneci

Károlyi va néixer a Kolozsvár, Hongria (ara Cluj-Napoca, Romania). Habilitat com a atleta, es va convertir en campió nacional de boxa juvenil i membre de l'equip de llançament de martell de Romania. Es va matricular al Col·legi d'Educació Física de Romania, estudiant i practicant gimnàstica després d'haver tingut problemes amb una prova obligatòria d'habilitats en aquest esport.
En el seu últim any a la universitat, Károlyi va entrenar l'equip femení de gimnàstica, l'estrella del qual era Márta Erőss. Més tard van començar una relació i es van casar el 1963. Es van traslladar a un petit poble de la regió minera del carbó on Béla havia crescut, on van començar una classe de gimnàstica a l'escola primària. Més tard van ser convidats pel govern a crear una escola nacional de gimnàstica.
El famós programa de formació centralitzada de Romania té les seves arrels als anys 50; Károlyi va ajudar a desenvolupar el programa encara més a finals de la dècada de 1960 i principis de la dècada de 1970. Va treballar com a entrenador a l'internat de Gheorghe Gheorghiu-Dej (ara anomenat Oneşti), entrenant noies joves especialment escollides pel seu potencial esportiu. Una de les primeres alumnes de l'escola va ser Nadia Comăneci, de sis anys, que vivia prop de la ciutat i feia el desplaçament des de casa.
Károlyi va debutar com a entrenador internacional el 1974. Va haver de persuadir la federació romanesa de gimnàstica perquè Comăneci i les seves altres atletes fossin als Campionats d'Europa de 1975 i a l'equip olímpic de 1976, perquè la federació afavoria els atletes del club Dinamo competidor a Bucarest. Als Jocs Olímpics d'estiu de 1976 a Mont-real, va ser entrenador en cap de la selecció romanesa, i la majoria dels membres de l'equip eren atletes de Gheorghe Gheorghiu-Dej. L'equip es va emportar la medalla de plata, i Comăneci va ser una de les esportistes més destacades dels Jocs, obtenint el primer 10 perfecte en competició olímpica. En total, les romaneses van guanyar set medalles a Mont-real: tres d'or, dues de plata i dues de bronze.
Després de l'èxit sorprenent de Comăneci a Mont-real, es va reconèixer la importància de Károlyi com a entrenador. Va ser nomenat entrenador en cap de la selecció romanesa per als Jocs Olímpics de 1980. Tanmateix, va ser criticat per part dels funcionaris romanesos a causa de les seves protestes en diverses reunions internacionals, inclosos els Jocs Olímpics de 1980.

## Deserció als Estats Units
Després dels Jocs Olímpics, Károlyi va tornar a enfrontar-se amb els funcionaris de la Federació Romanesa i la tensió va augmentar. Durant una gira de gimnàstica de 1981, el coreògraf de l'equip romanès Géza Pozsár i els Károlyis van desertar i van demanar asil polític als Estats Units, deixant temporalment la seva filla Andrea, de set anys, amb familiars a Romania. Es van establir a Texas.

## Dècada de 1980
El 1981, un grup d'empresaris va convidar a Károlyi a unir-se a una empresa de gimnàstica. Va decidir invertir en el negoci i els Károly es van traslladar a Houston. El gimnàs va tenir problemes econòmics i Károlyi el va acabar comprant.
L'estatus de Károlyi com "l'entrenador de la Nadia" va atreure ràpidament les gimnastes al seu club. Tres anys després de la seva deserció, va assistir als Jocs Olímpics de 1984 com a entrenador individual de Mary Lou Retton, que va guanyar el títol en el concurs complet individual, i de Julianne McNamara, que va guanyar la medalla d'or a les barres asimètriques. Les regles olímpiques d'aquella època no permetien que l'entrenador personal d'una gimnasta estigués present a la pista de competició. Només l'entrenador nacional Don Peters i el seu ajudant van poder anar a terra. Károlyi va obtenir una passi individual de manteniment perquè pogués estar a prop de Retton i McNamara durant la competició. La cadena de televisió ABC va comentar aquesta controvèrsia durant les seves emissions i sovint mostrava a Mary Lou Retton i Julianne McNamara corrent a les grades per parlar amb Károlyi. Durant els Jocs Olímpics de 1984, Károlyi no tenia una posició oficial amb la delegació. Dormia al seu cotxe i va ignorar les instruccions de Peters fent entrenaments addicionals per als seus gimnastes. La influència de Károlyi als Estats Units va augmentar després de les victòries de les seves estudiants el 1984, però també ho va fer el ressentiment contra ell. Després de l'èxit de Retton el 1984, Károlyi va comprar el Karolyi Ranch. McDonald's li va pagar perquè tingués el seu logotip d'arc daurat com a part del disseny de la seva màniga. El seu nou gimnàs, dirigit des del ranxo, va atreure moltes de les millors gimnastes del país.
Després dels Jocs Olímpics de 1984, USGF va decidir substituir Peters per Greg Marsden com a entrenador olímpic. Marsden era un entrenador universitari sense estudiants privats i sense interès financer en promocionar una gimnasta a costa d'una altra. Marsden va dir que "pensava que algunes de les preocupacions que tenien els altres entrenadors sobre Károlyi eren legítimes" i va seleccionar Donna Cozzo com a entrenadora nacional assistent. Károlyi estava furiós i el van haver de dissuadir de boicotejar els Jocs Panamericans de 1987. Károlyi no va assistir a la reunió, queixant-se que no se li permetia entrenar tot i que "aportava el cinquanta per cent de l'equip". La gimnasta estrella de Károlyi, Kristie Phillips, va competir a la trobada, quedant segona darrere de Sabrina Mar, que entrenava amb l'antic entrenador olímpic Don Peters al gimnàs SCATS.
Els Estats Units no van tenir bons resultats al Campionat del Món de 1987 en categoria femenina, acabant sisenes. Marsden va renunciar al seu càrrec com a entrenador de la selecció nacional el novembre de 1987.
Després de la dimissió de Marsden, Károlyi va pressionar per ser nomenat entrenador nacional, però els altres entrenadors s'hi van oposar. Don Peters va ser restaurat a la posició el gener de 1988. Peters va triar l'esposa de Béla, Márta Károlyi, per exercir d'entrenadora nacional assistent. Károlyi va dir a USGF que no assistiria als Jocs Olímpics de Seül de 1988, tret que fos l'entrenador de l'equip.
A les proves olímpiques de 1988 a l'agost, les gimnastes de Károlyi van aconseguir 5 dels 8 primers llocs. Aquestes cinc gimnastes eren Phoebe Mills, Brandy Johnson, Chelle Stack, i les dues alternatives d'equip Rhonda Faehn i Kristie Phillips. Phillips, que havia deixat el gimnàs de Károlyi i s'havia entrenat amb Peters durant una temporada després de la seva decebedora actuació al Campionat del Món de 1987, va dir que els entrenaments de Peters "no eren la meitat d'intensos (que els de Károlyi)". Phillips va dir als periodistes que perjudicaria l'equip nacional si haguessin d'abandonar el gimnàs de Károlyi i entrenar amb Peters a SCATS. El director executiu de la USGF, Mike Jacki, va dir: "Els entrenadors femenins són tots empresaris privats... Com més nens posis a l'equip, millor serà per al teu negoci".
Peters va dimitir com a seleccionador nacional després de les proves. Després de la dimissió de Peters, la USGF va decidir no tenir un entrenador de la selecció nacional. Van decidir permetre que els entrenadors personals acompanyessin les gimnastes a la competició. L'equip olímpic dels Estats Units va acabar quart als Jocs de Seül. L'oficial de gimnàstica d'Alemanya de l'Est Ellen Berger va plantejar una objecció vàlida, ja que un membre de l'equip estatunidenc havia infringit una de les obscures regles de la competició. Després que el trampolí s'hagués utilitzat a l'inici de la rutina de barres asimètriques d'una altra gimnasta, la substituta estatunidenca, Rhonda Faehn, l'havia retirat, però s'havia quedat al podi per mirar, en lloc de tornar a baixar immediatament, tal com exigeia la regla. Si Faehn hagués baixat del podi, l'equip nord-americà hauria guanyat la medalla de bronze. A causa d'aquesta petita deducció de punts, l'equip d'Alemanya de l'Est va superar l'equip nord-americà i va guanyar la medalla de bronze. Un Károlyi indignat va dir que es va invocar la regla per "mantenir els resultats baixos" perquè l'equip d'Alemanya de l'Est estava "lluitant desesperadament per mantenir el seu lloc". L'obscura regla citava només que no es podia donar cap assistència durant una actuació. No esmentava específicament els atletes al podi. Un jurat dominat per funcionaris del bloc soviètic va votar a favor de mantenir la deducció. Tot i que l'equip nord-americà havia comès efectivament una infracció, va dir que l'aplicació de la penalització de gol era una "trampa bruta". Una fotografia de Károlyi abraçant i consolant les noies americanes decebudes va aparèixer a la majoria de diaris nord-americans l'endemà.
Després dels Jocs Olímpics de 1988, l'esfera d'influència de Károlyi va continuar creixent, així com el nombre de gimnastes d'elit que s'entrenaven al seu gimnàs. En una trobada l'any 1990, un periodista va batejar sis millors gimnastes Károlyi com el "pack de sis Karolyi". Tot i que els membres del grup de sis canviarien, el nom es va mantenir i va augmentar la prominència de Károlyi en l'esport.

## Dècada de 1990
Al Campionat del Món de 1991, quatre de les sis gimastes de l'equip femení dels Estats Units —Kim Zmeskal, Betty Okino, Hilary Grivich i Kerri Strug— eren entrenades per Károlyi; les altres dues, Shannon Miller i Michelle Campi, eren entrenades pels exentrenadors del club de Károlyi. La situació gairebé es va repetir als Jocs Olímpics de 1992, on Károlyi era entrenador en cap i cinc membres de l'equip de set gimnastes (sis competidores i una suplent) eren entrenats per ell o un dels seus protegits.
Károlyi va servir principalment com a entrenador personal de Dominique Moceanu i Kerri Strug als Jocs Olímpics de 1996, però tot i així va aconseguir atraure els focus. El seu discurs de motivació a Strug després que ella es lesionés el turmell al seu primer salt ("Shake it off! You can do it!") Es va emetre per televisió i va ser àmpliament vist. Després de l'èxit del salt final de Strug, Károlyi la va portar al podi per acceptar la seva medalla d'or. El moment va ser fotografiat i àmpliament divulgat.
Károlyi es va retirar de l'entrenament després dels Jocs Olímpics de 1996. Ell i la Márta encara tenen un ranxo i un camp de gimnàstica a New Waverly, Texas. El 1997, Károlyi va ser inclòs al Saló de la Fama de la Gimnàstica Internacional.

## 1999–2000
Després de l'èxit de l'equip nord-americà, anomenat els "Set Magnífics", als Jocs Olímpics de 1996, USA Gymnastics va experimentar una calma. Un nou requisit que els competidors tinguessin com a mínim 16 anys durant l'any natural de la competició (en comparació amb els 15 anteriors) va impedir que algunes de les millors gimnastes fossin al Campionat del Món de 1997. Tot i que les gimnastes nord-americanes van guanyar medalles en competicions internacionals com els Goodwill Games i el Pacific Rim, no van tenir èxit en la majoria de les reunions importants. Tant el 1997 com el 1999, l'equip nord-americà va abandonar el Campionat del Món sense una sola medalla.
Després del Campionats del Món de 1999, USA Gymnastics va intentar renovar el seu programa contractant a Károlyi com a coordinador de l'equip nacional. Károlyi va exigir que tots els membres de l'equip nacional assistissin a campaments freqüents i extenuants al seu ranxo al nord de Houston. Alguns observadors creien que els procediments de la selecció per a les reunions internacionals esdevenien més arbitraris. Els entrenadors estaven ressentits pel que creien que era la intrusió de Károlyi al seu domini, i els gimastes estaven sota una quantitat considerable d'estrès. La tensió havia augmentat fins al punt que les gimnastes parlaven obertament contra Károlyi. Als Jocs Olímpics de 2000, els Estats Units van ocupar originàriament el quart lloc, però l'equip xinès tenia un atleta menor d'edat, de manera que l'equip nord-americà va rebre finalment el bronze el 2010.
L'any 2001, Marta Károlyi va ser seleccionada per al càrrec de coordinadora de l'equip nacional. Tot i que va conservar alguns aspectes del programa del seu marit, com el sistema de camps d'entrenament, va reduir la freqüència dels campaments. El seu enfocament diferent va tenir més acceptació tant per entrenadors com per gimnastes. Entre el 2001 i el 2007, les dones nord-americanes van guanyar un total combinat de 34 medalles al Campionat del Món i a la competició olímpica. Entre 2001 i 2016, van guanyar cinc títols per equips al Campionat del Món (2003, 2007, 2011, 2014 i 2015) i dos títols per equips olímpics (2012, 2016). A més, l'equip va guanyar quatre proves olímpiques consecutives (2004, 2008, 2012 i 2016), vuit campionats mundials (2005, 2007, 2009, 2011, 2013, 2014, 2014, 2015 i 2015), individuals i 2015 títols de Campionat del Món d'aparells.

## Carrera posterior
Márta Károlyi va romandre com a coordinadora de l'equip nacional de USA Gymnastics fins al 2016. Durant els Jocs Olímpics d'estiu de 2008, Béla Károlyi va aparèixer com a comentarista convidat a NBC News. Va afirmar que l'equip femení de gimnàstica xinès estava fent trampes utilitzant atletes que no complien el requisit d'edat mínima.
Károlyi va dir que no estava d'acord amb el límit d'edat i va demanar al Comitè Olímpic Internacional que l'abolis. Va dir que si un gimnasta era prou bo per guanyar-se un lloc als Jocs Olímpics o al Campionat del Món, es mereixia anar-hi. Va elogiar els xinesos per la seva competitivitat i habilitats durant les competicions, i va dir que s'oposava a la possibilitat que fossin utilitzats pel seu govern. "Fan una bona gimnàstica i són un bon servei per a l'esport", va dir. "Tenen el millor programa d'entrenament eficaç. És per això que estic més molest que estiguin fent trampes. No necessiten fer trampes. Serien igual de bons amb una alineació d'atletes elegibles".

## Controvèrsia
Diversos atletes de Károlyi de l'era del "six-pack" han criticat els seus mètodes d'entrenament. Alguns de les seves antigues atletes, com Kristie Phillips, Dominique Moceanu i Erica Stokes, van declarar públicament que Károlyi era abusiu verbal i psicològicament durant els entrenaments. Es va dir que les constants observacions crítiques de Károlyi sobre el pes i el tipus de cos impulsaven algunes gimnastes a desenvolupar trastorns alimentaris i baixa autoestima. Algunes gimnastes, com Phillips, Moceanu i l'olímpica Chelle Stack de 1988, també van dir que es van veure obligades a continuar entrenant i competint fins i tot quan s'enfrontaven a lesions greus com ossos trencats. En una entrevista, Moceanu, que va ser una de les darreres protegides de Károlyi, va dir: "Estic segur que Béla va veure lesions, però si et feries, Béla no ho volia veure... Ho havies d'enfrontar. Em va intimidar. Ell em va mirar malament. Ell feia al voltant de sis peus i jo no feia quatre peus".
També es deia que Károlyi controlava estrictament la ingesta d'aliments dels seus gimnastes: Moceanu, per exemple, va afirmar que a les reunions fora de casa, les gimnastes es limitaven a consumir tan sols 900 calories al dia. Fins i tot els seguidors de Károlyi han admès que en determinades competicions, les seves gimnastes menjaven amb tanta moderació que els membres de l'equip masculí de gimnàstica els passaven menjar de contraban a les habitacions de l'hotel.
No obstant això, molts dels gimnastes més destacats de Károlyi l'han defensat amb vehemència contra aquestes acusacions. Nadia Comăneci, a les seves memòries del 2004, Letters to a Young Gymnast, va remarcar que literalment va confiar en Károlyi amb la seva vida. També va afirmar que a Romania, les gimnastes de l'escola de Károlyi consumien dietes ben equilibrades i, de fet, menjaven millor que la majoria dels altres civils del país en aquell moment. Les medallistes olímpics i les gimnastes Károlyi Mary Lou Retton, Phoebe Mills i Kim Zmeskal, entre d'altres, també han elogiat Károlyi i el seu règim d'entrenament.
Diverses antigues gimnastes de Károlyi, tant partidàries com detractores, han reconegut que algunes de les denúncies sobre Károlyi eren certes, però també han afirmat que els fins —les medalles— justificaven els mitjans. A Little Girls in Pretty Boxes de Joan Ryan de 1995, l'olímpica Betty Okino de 1992 va dir: "El que va fer Béla va funcionar. Em va motivar tornant-me boja". Alguns han afirmat que Károlyi deixava de tractar les gimnastes amb duresa quan els pares li demanaven directament que ho fes. En una columna que va escriure refutant moltes de les afirmacions de Little Girls in Pretty Boxes, Okino va escriure: "Károlyi estructurava el seu entrenament d'una manera que augmentava la teva força física i mental fins a un nivell tan notable que ni tan sols ell et podia enderrocar. Béla volia saber que a l'hora de la veritat, les seves gimnastes podien fer front a qualsevol situació que se'ls hi plantegés".
En una entrevista a l'edició del 8 de desembre de 2007 del diari romanès Evenimentul Zilei, Adrian Goreac, l'entrenador de la selecció romanesa de gimnàstica de 1981 a 1990, després de la marxa de Károlyi, va parlar del "règim dictatorial" de Károlyi durant el seu temps entrenant la selecció romanesa de gimnàstica.
El novembre de 2008, Emilia Eberle, membre de la selecció romanesa durant l'era d'entrenador de Károlyi, va concedir una entrevista a KCRA-TV a Sacramento, Califòrnia, afirmant que mentre estava a l'equip nacional, tant Béla com Márta Károlyi la colpejaven regularment a ella i a les seves companyes d'equip pels errors que cometien a la pràctica o la competició. "En una paraula, puc dir que era brutal", va dir a KCRA. Altres membres de l'equip romanès, com Ecaterina Szabo i Rodica Dunca, així com Géza Pozsár, el coreògraf de l'equip que va desertar amb els Károlyis, han fet càrrecs similars per maltractament físic. Quan l'any 2008 li van demanar que comentessin les denúncies, Béla va dir: "Ho ignoro. Ni tan sols ho comento. Aquesta gent és brossa".

### Paper en l'escàndol d'abús sexual
Tot i que Károlyi no va estar personalment implicat en l'escàndol d'abús sexual de la gimnàstica dels EUA que es va informar a partir del 2016, les gimnastes van dir que molts casos d'abús sexual perpetrats per l'antic metge de l'equip Larry Nassar es van produir al ranxo Karolyi. Segons els informes, Nassar preparava les atletes per a abusos i es guanyava la seva confiança en part proporcionant-les menjar en secret desafiant les estrictes directrius dietètiques de Károlyi. Algunes gimnastes també van dir que l'estricta disciplina i les condicions al ranxo les feien sentir inhibides de denunciar els abusos de Nassar. Com a conseqüència de l'escàndol, el juliol de 2017 USA Gymnastics va cancel·lar els seus plans per comprar el Karolyi Ranch. El gener de 2018, USA Gymnastics va anunciar que tallaven els llaços amb Karolyi Ranch.